# Tångasjön, Halland
Tångasjön är en sjö i Laholms kommun i Halland och ingår i Genevadsåns huvudavrinningsområde. Sjöns area är 0,02 kvadratkilometer och den befinner sig 150 meter över havet.